# Andora na Letnich Igrzyskach Olimpijskich 2016
Andorę na Letnich Igrzyskach Olimpijskich 2016 w Rio de Janeiro reprezentowało pięcioro zawodników. Był to 11. start reprezentacji Andory na letnich igrzyskach olimpijskich.

## Skład reprezentacji

### Judo
| Zawodnik     | Konkurencja   | 1/16                          | 1/8              | Ćwierćfinały     | Półfinały        | Repesaż 1        | Repesaż 2        | Finał            | Finał   | Pozycja |
| Zawodnik     | Konkurencja   | Przeciwnik Wynik              | Przeciwnik Wynik | Przeciwnik Wynik | Przeciwnik Wynik | Przeciwnik Wynik | Przeciwnik Wynik | Przeciwnik Wynik | Pozycja | Pozycja |
| ------------ | ------------- | ----------------------------- | ---------------- | ---------------- | ---------------- | ---------------- | ---------------- | ---------------- | ------- | ------- |
| Laura Sallés | -63 kg kobiet | Katharina Haecker P 000 - 100 | NQ               | NQ               | NQ               | NQ               | NQ               | NQ               | NQ      | 17.-32. |

### Lekkoatletyka
| Zawodnik | Konkurencja            | Eliminacje | Eliminacje | Półfinał | Półfinał | Finał | Finał   | Pozycja |
| Zawodnik | Konkurencja            | Czas       | Miejsce    | Czas     | Miejsce  | Czas  | Miejsce | Pozycja |
| -------- | ---------------------- | ---------- | ---------- | -------- | -------- | ----- | ------- | ------- |
| Pol Moya | Bieg na 800 m mężczyzn | 1:48,88    | 37.        | NQ       | NQ       | NQ    | NQ      | 37.     |

### Pływanie
| Zawodnik              | Konkurencja                 | Eliminacje | Eliminacje | Półfinał | Półfinał | Finał | Finał   | Pozycja |
| Zawodnik              | Konkurencja                 | Czas       | Miejsce    | Czas     | Miejsce  | Czas  | Miejsce | Pozycja |
| --------------------- | --------------------------- | ---------- | ---------- | -------- | -------- | ----- | ------- | ------- |
| Pol Arias             | 400 m st. dowolnym mężczyzn | 4:21,16    | 49.        | N/A      | N/A      | NQ    | NQ      | 49.     |
| Mónica Ramírez Abella | 100 m st. dowolnym kobiet   | DNS        | DNS        | DNS      | DNS      | DNS   | DNS     | DNS     |

### Strzelectwo
| Zawodnik         | Konkurencja                      | Eliminacje | Eliminacje | Finał | Finał   | Pozycja |
| Zawodnik         | Konkurencja                      | Czas       | Miejsce    | Czas  | Miejsce | Pozycja |
| ---------------- | -------------------------------- | ---------- | ---------- | ----- | ------- | ------- |
| Esther Barrugués | Karabin pneumatyczny 10 m kobiet | 369,9      | 51.        | NQ    | NQ      | 51.     |